# Kino Ořechovka
Kino Ořechovka je poslední klasické kino v Praze 6. Je umístěno v přízemí a suterénu Ústředního domu Ořechovka od architekta Jaroslava Vondráka z let 1920–1923, v ulici Na Ořechovce čp. 250/30b v Praze 6-Střešovicích. Vchod do kina je z průjezdu budovy.

## Historie
V letech 1920–1923 byla v rámci výstavby nové vilové čtvrti Ořechovka v pražských Střešovicích, postavena i ústřední budova podle návrhu architekta Jaroslava Vondráka ve stylu art deco. Budova zahrnovala kromě dalších objektů občanské vybavenosti (obchody, restaurace, kavárna a vinárna, ordinace lékařů, knihovna, pošta a spolková místnost) i kino.
Prvním filmovým představením v nově otevřeném kině Ořechovka byl v roce 1923 americký němý film Kid s Charlie Chaplinem v hlavní roli.

## Interiér a rekonstrukce

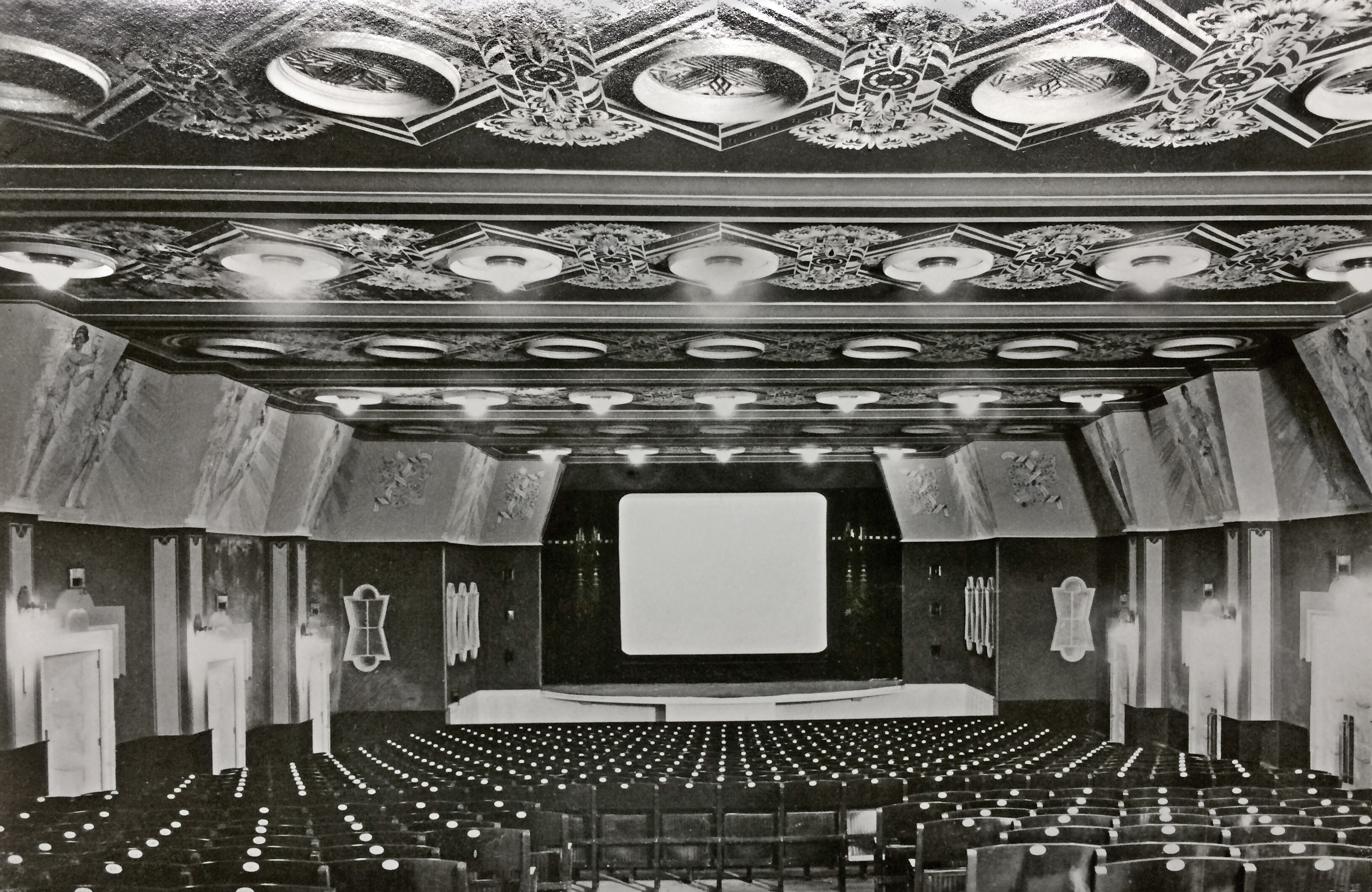

Původní interiér kina byl navržen ve stylu rondokubismu se štukovou a malovanou výzdobou stěn ve stylu art deco. Ve Stavitelských listech č.1 z roku 1924 je uváděn jako autor původní výmalby stěn, kde na blankytně modrém podkladě byly zobrazeny múzy a ornamenty ze zlatých lipových větviček doplněných trikolorou ak. mal. Josef Šimák, zatímco autorem černobílého ornamentu na stropě je František Kysela, kterého uvádí památkář ing. arch. Václav Girsa. První necitlivá přestavba kina, která překryla původní výzdobu stěn (malby jsou zachovány pod omítkou), proběhla v 70. letech 20. století, ale styl interiéru zůstal zachován včetně prvků původních dveří, kování nebo ozdobných mřížek od vzduchotechniky. Velký, vyvýšený prostor před promítacím plátnem nabízí využití jako divadelní jeviště.
V roce 2009 bylo kino uzavřeno z důvodu rekonstrukce.

## Současnost
Po třech letech od uzavření, v roce 2012 se kino znovu otevřelo s částečným provozem nedělních programů pro děti (Magická neděle, pohádky loutkového divadla ap.). Díky zachovalému interiéru se v kině Ořechovka točil například pilotní díl seriálu Gympl, který vysílala televize Nova, nebo zde probíhalo fotografování kalendáře Proměny 2013 pro Nadaci Archa Chantal. V roce 2013 proběhla v kině Ořechovka akce s názvem Ozvěny Forman Festivalu, festival filmů Miloše Formana, které natočil v USA. 
V roce 2014 získal nájemní smlouvu na kino spolek Scéna Ořechovka, který si dal za úkol obnovit jeho provoz a oživit společenské dění v Praze 6 a v kině uspořádal řadu akcí:
- Vysílá rádio Ořechovka
- Přehlídka celovečerních filmů Jana Švankmajera včetně výstavy děl Jana a Evy Švankmajerových[6]
- Ořechovka dětem – přehlídka malých divadelních souborů bez stálé scény zaměřených na dětské diváky
- Adventní koncert na Ořechovce

Na podporu zachování kina v provozu uspořádal provozovatel v roce 2014 benefiční koncerty pro Scénu Ořechovka, na kterých vystoupili známí umělci Vladimír Merta, Ivan Hlas, Ester Kočičková a další.
V roce 2015 se začalo uvažovat o nové rekonstrukci a modernizaci, včetně digitalizace kina. Vzhledem k nedořešeným majetkoprávním vztahům mezi stávajícím majitelem chátrajícího objektu, Bytovým družstvem Na Ořechovce 250 a provozovatelem Spolku Ořechovka spolu s ÚMČ Praha 6, kteří si přejí provoz kulturního zařízení zachovat, je další osud kina a divadla Ořechovka nejasný. Ke konci roku 2014 soud po několika letech rozhodl o neplatnosti nájemní smlouvy na prostory kina Ořechovka se stávajícím provozovatelem, pro kterého spolek Scéna Ořechovka zajišťoval program kina a divadla. Mezitím byl z revizních důvodů odstaven plynový kotel a podobná situace hrozila u plánované revize elektrických rozvodů. Od ledna 2015 kino nehraje a chátrá.